# 井尻陽久
井尻 陽久（いじり はるひさ、1952年6月19日 - ）は、和歌山県出身の元社会人野球選手（内野手）、野球指導者。

## 経歴
和歌山市立河西中学校から東海大相模高校に進学。野球部5期生として原貢監督の指導を受ける。エース上原広（のち東海大学）を擁し遊撃手として甲子園に3回出場。チーム初出場の1969年夏の選手権は、1回戦で静岡商のエース松島英雄に完封負けを喫する。翌1970年春の選抜にもチーム初出場。しかし2回戦（初戦）で箕島高の島本講平に抑えられ敗退。同年夏の選手権は順調に勝ち進み、決勝でPL学園を降し優勝を飾る。主将、三番打者としてチームを牽引した。
高校卒業後は東海大に進学。遊撃手として在学中3回の優勝を経験、1974年秋季リーグではベストナインに選出される。卒業後は社会人野球の名門・日本生命に入社。1975年の社会人野球日本選手権は準決勝に進むが、北海道拓殖銀行の山口敏男、千藤和久の継投に抑えられ完封負けを喫する。都市対抗野球大会でも常連として活躍、1984年の都市対抗で10年連続出場表彰を受ける。1985年の都市対抗は、決勝で東芝に逆転勝利、初優勝を飾った 。
現役引退後は日本生命硬式野球部監督に就任し、1990年の社会人野球日本選手権、1992年の都市対抗に優勝する。その後は1993年アジア野球選手権大会でコーチとして優勝。1996年アトランタオリンピックでもコーチ（守備・打撃）に就任し、日本代表の銀メダル獲得に貢献した。社業では日本生命保険熊本支社長などを歴任し、定年退職。定年後は日本野球連盟理事などを務め球界発展に尽力している。
2021年2月1日付で母校の東海大学硬式野球部監督に就任し、2023年秋のリーグ最終戦をもって退任。